# Prunus media
Prunus media är en rosväxtart som beskrevs av Manabu Miyoshi. Prunus media ingår i släktet prunusar, och familjen rosväxter. Inga underarter finns listade i Catalogue of Life.